# Тихоголос периджійський
Тихоголос периджійський (Arremon perijanus) — вид горобцеподібних птахів родини Passerellidae. Мешкає в Колумбії та Венесуелі.

## Таксономія
Периджійський тихоголос раніше вважався підвидом строкатоголового заросляка (A. torquatus), однак в 2010 році був визнаний Південноамериканський класифікаціний комітет окремим видом, разом з низкою інших підвидів Arremon torquatus.

## Поширення і екологія
Периджійський тихоголос мешкає на узліссях і в підліску тропічних гірських вологих лісів гірського масиву Сьєрра-де-Періха, що знаходиться на північному сході Колумбії та на північному заході Венесуели. Живе на висоті 700-1900 м над рівнем моря.

## Збереження
Це рідкісний птах, що має вузький ареал. МСОП вважає периджійського тихоголоса вразливим видом.